# Hallstahammar (plaats)
Hallstahammar is de hoofdplaats van de gemeente Hallstahammar in het landschap Västmanland en de provincie Västmanlands län in Zweden. De plaats heeft 10.300 inwoners (2005) en een oppervlakte van 957 hectare.

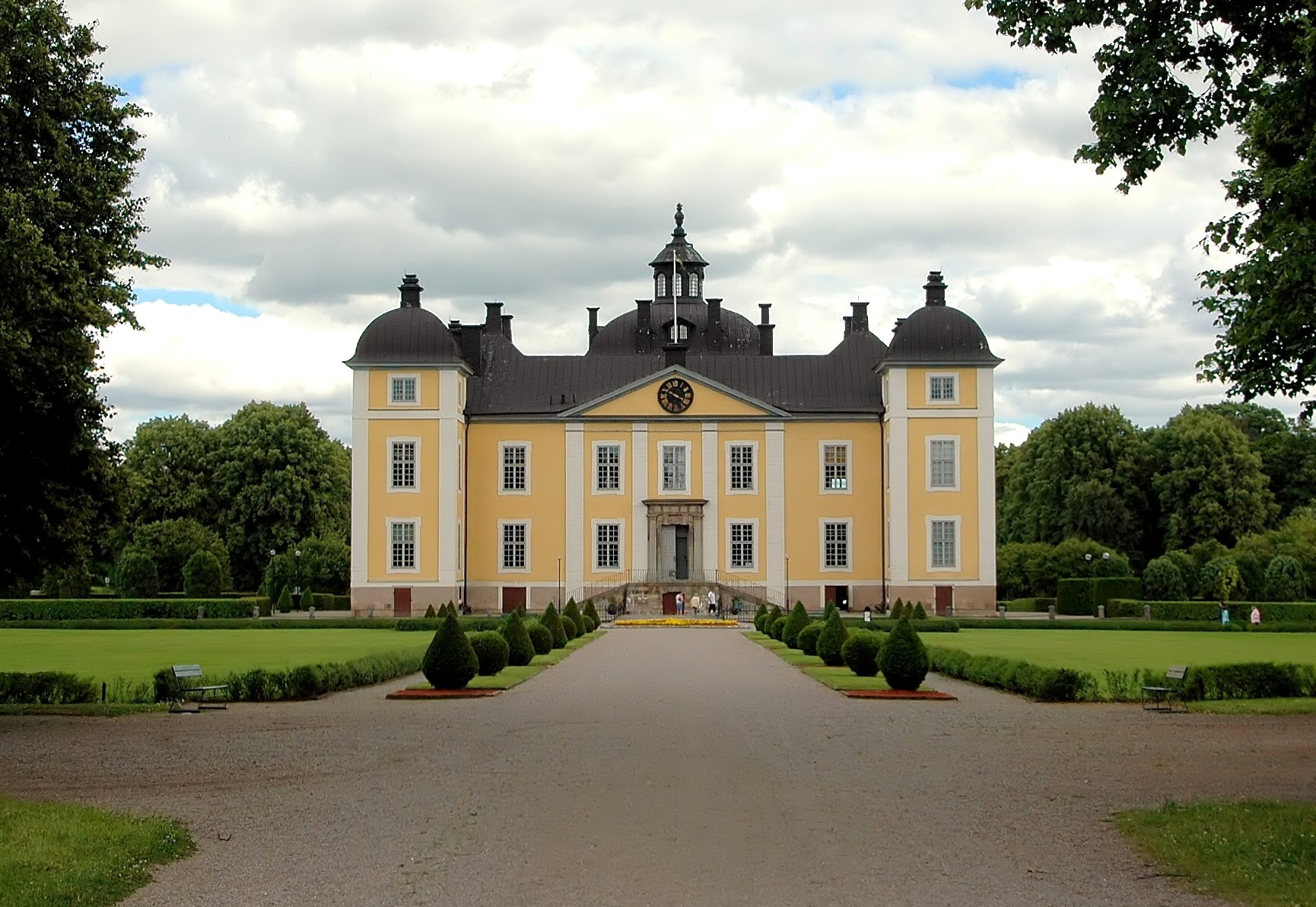
Slot Strömhölm
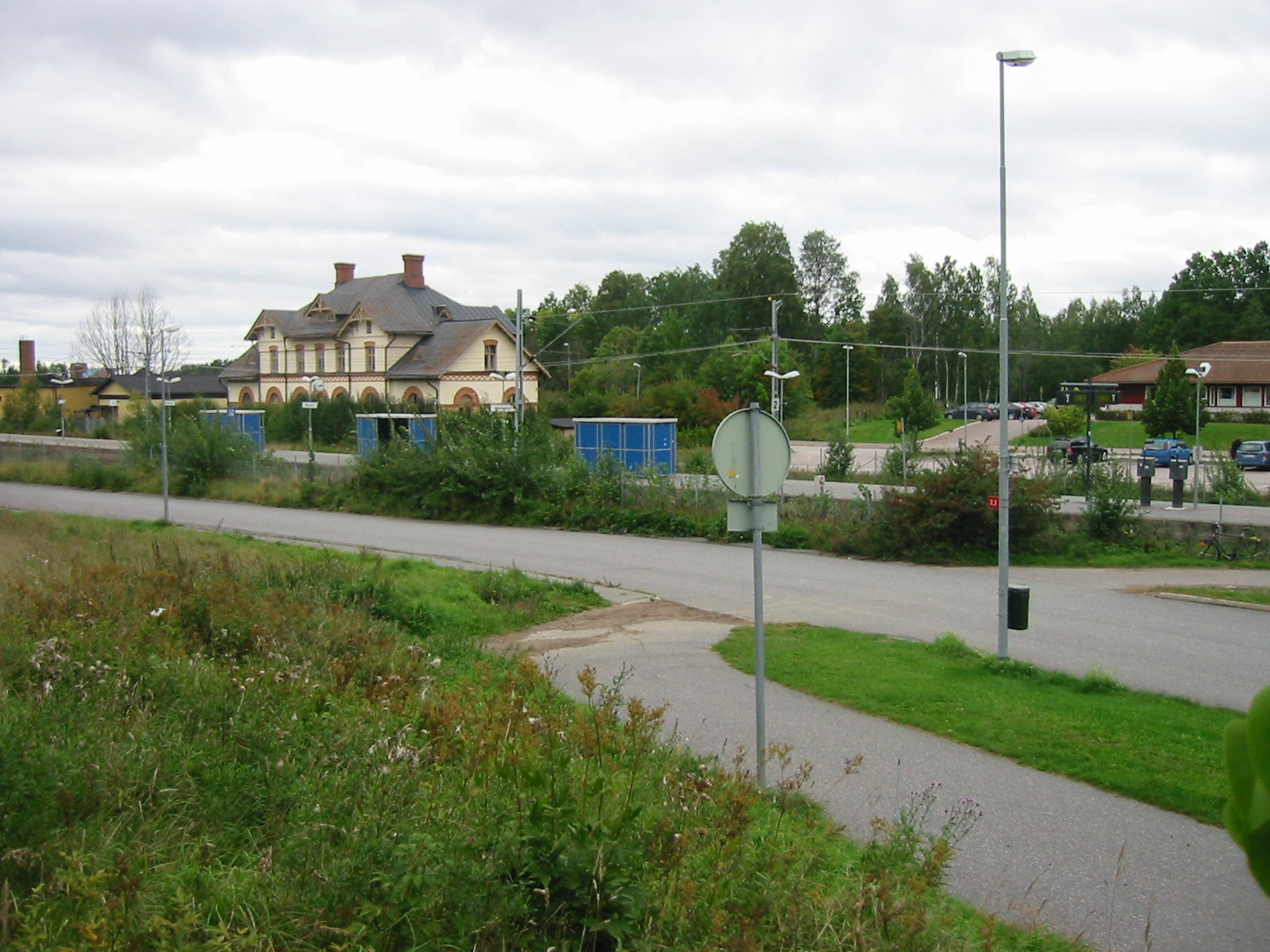
Station van Hallstahammar
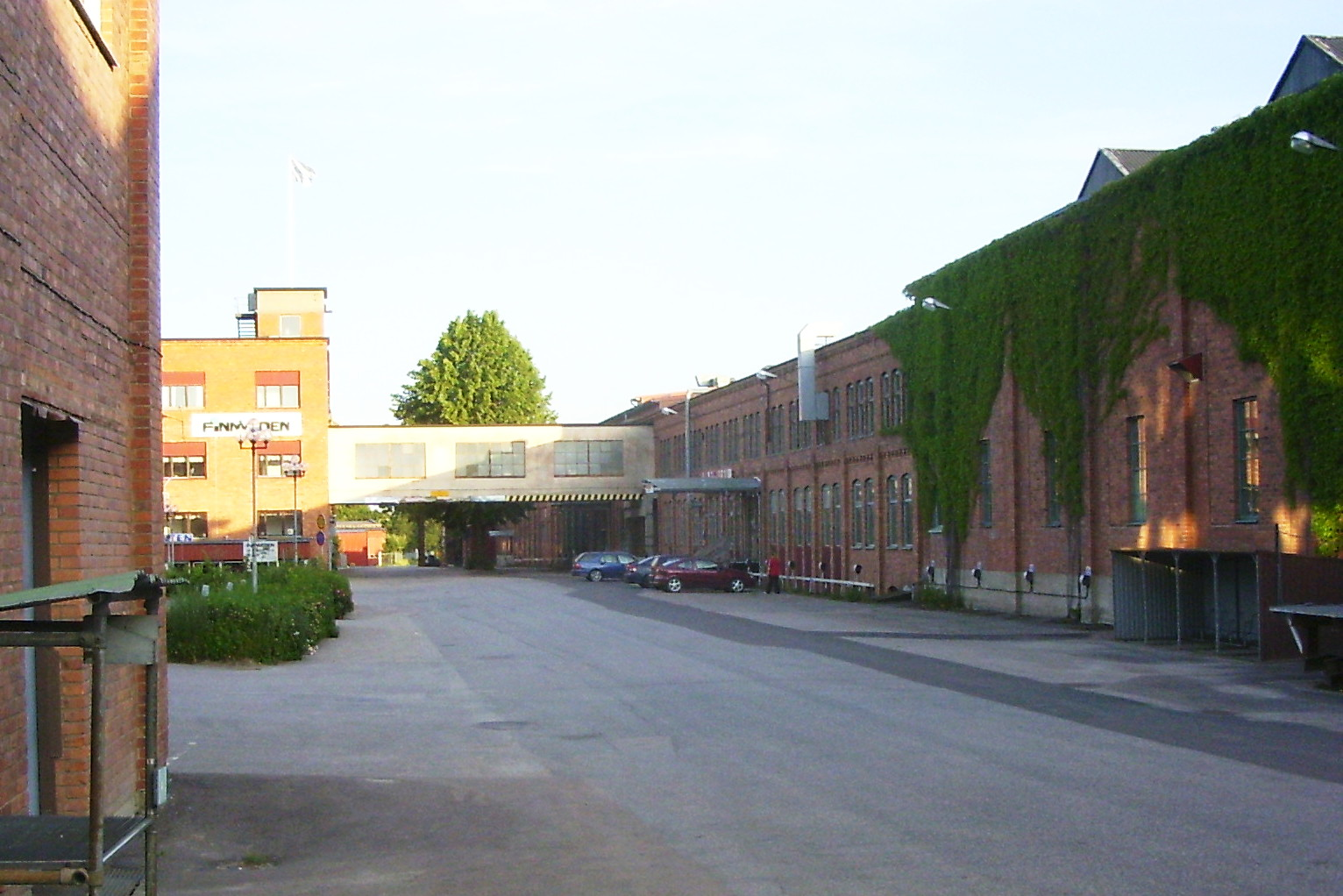
Industrieel erfgoed in Hallstahammar

## Verkeer en vervoer
Bij de plaats lopen de E18 en Länsväg 252.
De plaats heeft een station aan de spoorlijn Kolbäck - Ludvika.